# 엘리 굿맨
일라이 굿먼(Eli Goodman, 1971년 7월 12일 ~ )은 미국의 배우이다.
샌타페이에서 태어났다.

## 출연 작품

### 영화
- 스트레인저 댄 픽션 (2006)
- 더 임플로이어 (2013, The Employer) - 그레그 역
- 위스키 탱고 폭스트롯 (2016)

### 텔레비전
- 시카고 메디컬 (1997)
- 더 영 앤 더 레스트리스 (2005-06)
- ER (2006)
- 클로저 (2006)
- CSI: 뉴욕 (2007)
- 덱스터 (2007)
- 일라이 스톤 (2008)
- 본즈 (2009)
- 호손 (2009, Hawthorne)
- 24 (2010)
- 디펜더스: 유쾌한 변호사들 (2010)
- NCIS (2010)
- 멘탈리스트 (2012)
- 롱마이어 (2014)
- 웨이코 (2018)